# Zoologická zahrada v Paříži

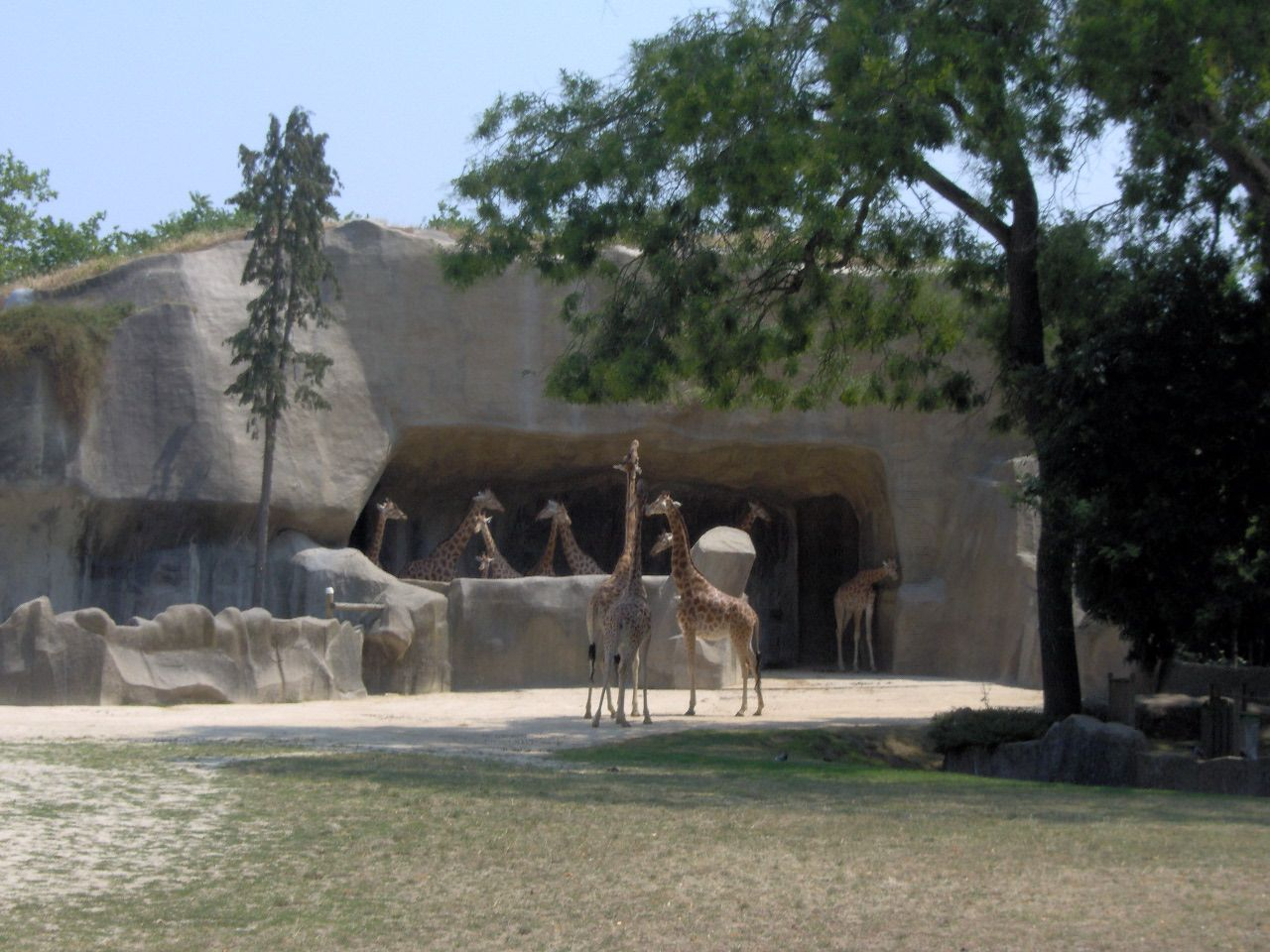
Výběh žiraf (2006)

Zoologická zahrada v Paříži (Parc zoologique de Paris, též Parc zoologique de Vincennes) je zoologická zahrada ve 12. obvodu v Paříži ve Vincenneském lesíku. Patří do správy Národního přírodovědeckého muzea a má rozlohu 14,5 ha. 
Zoo byla uzavřena z důvodu rekonstrukce od konce roku 30. listopadu 2008 do 12. dubna 2014 poté, co byla zchátralá a příliš malá pro zvířata podle kritérií 21. století.

## Historie
Již v roce 1931 při Mezinárodní koloniální výstavě ve Vincenneském lesíku byla zřízena malá zahrada s exotickými zvířaty. Zoo byla postavena po vzoru zoologické zahrady v Hamburku a byla otevřena v roce 1934. Byl zvolen model, kdy byla zvířata představena ve svém tradičním prostředí a oddělena jen příkopy a přírodními hradbami bez mříží, což bylo více přirozené než zvěřinec s klecemi v Jardin des plantes.
Zařízení umožnila umístit zde mnoho zvířat, zejména velké savce. Zoo dosáhla velkého úspěchu v reprodukci slona indického, žiraf a okapi, kterým hrozí vyhynutí ve volné přírodě, a velkého množství kočkovitých, medvědovitých, antilop a jelenovitých. Ze vzácných druhů zde rovněž žil například v letech 1936–1940 kuprej (jediný exemplář chovaný v Evropě), rypouš sloní (jeden exemplář se dožil třiceti let), nosorožec indický a panda velká (samec jako dar v rámci diplomatických styků mezi Čínou a Francií zde žil v letech 1973–2000 a představuje jeden z nejdelších životů tohoto druhu v zajetí). Naopak bylo v zoo velmi málo druhů malých zvířat, pro které zde nebyl dostatek vhodných zařízení.
Od 80. let bylo vybavení zoo ve velmi špatném technickém stavu, především betonové skály postavené ve 30. letech, ale přesto nebyla plánovaná žádná celková rekonstrukce. Ačkoliv byla hlavní skála v 90. letech opravena, ostatní zařízení bylo ve špatném stavu a na počátku 21. století byla zahrada zcela uzavřena a některá zvířata byla přemístěna jinam.
Po problémech s financováním a dodavateli francouzská vláda na počátku roku 2010 oznámila, že zoo se otevře v březnu 2014. Náklady na obnovu dosáhnou 30 miliónů eur. Nová expozice je rozdělena do pěti celků: Savana–Sahel, Evropa, Patagonie, Guyana, Madagaskar a tropický prales.

## Ekosystémy
| Název          | Zvířata                                                                             |
| -------------- | ----------------------------------------------------------------------------------- |
| Madagaskar     | lemuři, fosa, želvy, žáby, barevní ptáci...                                         |
| Guyana         | lenochod, tapír, jaguár, mravenečník velký, pes pralesní, kapustňák, ptáci, ryby... |
| Evropa         | rys ostrovid, rosomák, vydra, dravci (supi, luňák), vlci...                         |
| Patagonie      | puma, tučňák Humboldtův, lachtani, pudu...                                          |
| Súdánský sahel | žirafy, lvi, nosorožci, plameňáci, zebry, pavián...                                 |